# Призренско-приштинска бискупија
Призренско-приштинска бискупија (лат. Dioecesis Prisrianensis-Pristinensis) је бискупија Римокатоличке цркве у Србији, која обухвата подручје Косова и Метохије. Средиште бискупије налази се у Призрену и Приштини. Успостављена је 2018. године и непосредно је потчињена Ватикану.

## Призренска апостолска администратура
Све до 2000. године, подручје данашње Призренско-приштинске бискупије налазило се у саставу римокатоличке Скопско-призренске бискупије. Одлуком Ватикана од 24. маја 2000. године, поменута бискупија је подељена на Скопску бискупију (за подручје Републике Македоније) и Призренску апостолску администратуру (за подручје Косова и Метохије). Приликом оснивања, Призренска апостолска администратура (лат. Apostolica Administratio Prisrianensis) је стављена под непосредну управу Ватикана. У исто време, за првог апостолског администратора у Призрену именован је Марк Сопи (Mark Sopi), титуларни бискуп ћелерине, који је био етнички Албанац родом са Косова и Метохије. Након његове смрти почетком 2006. године за новог апостолског администратора у Призрену именован је Дода Ђерђи (Dodë Gjergji), титуларни бискуп сапски, који је такође етнички Албанац родом са Косова и Метохије.
Призренска апостолска дминистратура је од свог оснивања била чланица римокатоличке Међународне бискупске конференције Св. Ћирила и Методија, која обухвата све римокатоличке установе на подручју Србије, Црне Горе и Републике Македоније.

## Призренско-приштинска бискупија
Одлуком Ватикана од 5. септембра 2018. године, дотадашња Призренска апостолска администратура уздигнута је на степен бискупије, са званичним називом: Призренско-приштинска бискупија. У исто време, дотадашњи апостолски администратор Дода Ђерђи именован је за првог призренско-приштинског бискупа. Овим одлукама, испуњени су ранији захтеви косовско-метохијских римокатолика, који су почевши од 2000. године у неколико наврата упућивали молбе Ватикану ради претварања апостолске администратуре у редовну бискупију. Одлука о успостављању бискупије добила је и посебну политичку димензију.
Поред ранијег средишта при старој римокатоличкој катедрали Госпе од Непрестане Помоћи у Призрену, Призренско-приштинска бискупија има и ново управно средиште у Приштини, где је изграђена римокатоличка катедрала Свете Терезе. Међу косовско-метохијским римокатолицима који су у надлежности Призренско-приштинске бискупије, велику већину чине етнички Албанци, а мањи део Јањевци.

## Бискупи
- Петар Катић, 1619. године је као призренски бискуп и администратор Београдске бискупије обишао католике у Деспот Броду.[6]
- Иван Михајловић, син трговца Матеја Михајловића из Пожеге, 17. век. Отац га је као призренског бискупа издржавао приходима од некретнина у близини Пожеге.[7]
- Фулгенције Царев. Иван Јастребов у својој књизи Стара Србија и Албанија у поглављу о Призрену пише: Латинска црква је без икаквог стила подугачка, од сиге, са сводом у дужину. Латински епископ Глученције је Словен из Бара.[8]
- Марк Сопи (2000.-2005)
- Дода Ђерђи (2006.-)